# 文塔 (英國)
文塔（英語：Arts Tower）是一座位於英國英格蘭謝菲爾德Bolsover12號的建築，屬於謝菲爾德大學。文塔於1961年開始施工，啟用於1966年，共有20層樓。英格蘭遺產將其評為「英國最優雅的高塔式大學建築」。文塔也是謝菲爾德第二高的建築。2007年，謝菲爾德大學宣布對文塔進行大規模翻新。文塔於2009年4月騰空，並在2011-12學年初完成翻新。